# Exo's Showtime
Exo's Showtime (en hangul, EXO의 쇼타임) es un programa de telerrealidad surcoreano protagonizado por el grupo masculino Exo. Fue emitido por MBC Every 1 entre el 28 de noviembre de 2013 y el 13 de febrero de 2014, con un total de doce episodios. El formato incluyó dinámicas en las que los integrantes respondían preguntas de fanáticos, participaban en misiones y compartían aspectos de su vida cotidiana. El grupo fue seleccionado para inaugurar la franquicia Showtime, que posteriormente contó con otras agrupaciones del K-pop. 

## Antecedentes
Previo al estreno del programa, Exo había alcanzado notoriedad en la industria del K-pop tras su debut en 2012 bajo SM Entertainment. En 2013, consolidaron su popularidad con el lanzamiento del sencillo «Growl» y el álbum XOXO, que superó el millón de copias vendidas, y se convirtió en el álbum más vendido en Corea del Sur en más de una década.
El incremento de atención mediática hacia los integrantes provocó una demanda por contenido que mostrara su dinámica grupal fuera de los escenarios. Como respuesta, MBC Plus seleccionó a Exo para inaugurar la franquicia Showtime, una serie de telerrealidad destinada a ofrecer a los fanáticos un acercamiento a la vida cotidiana de los artistas. El programa, titulado Exo's Showtime, comenzó su emisión el 28 de noviembre de 2013.

## Reparto
- Exo-K: Suho, Chanyeol, Baekhyun, D.O., Kai y Sehun.[5]
- Exo-M: Xiumin, Kris, Luhan, Lay, Chen y Tao.[5]

## Lista de episodios
| N.º de episodio | Fecha de transmisión    | Nota(s) | Ref.          |
| --------------- | ----------------------- | --- | ------------- |
| 1               | 28 de noviembre de 2013 | Presentación del nuevo programa y de cada integrante del grupo, con comentarios sobre sus estilos y personalidades. También se los muestra participando en diversas actividades, como un concurso para ver quién come más pollo o la creación de un nuevo eslogan grupal. |               |
| 2               | 5 de diciembre de 2013  | Kris, Tao, Baekhyun, Chanyeol y Sehun pasean por tiendas y prueban distintos platos tradicionales coreanos. Xiumin, Lay, Chen y Luhan salen en bicicleta y cenan al aire libre. D.O. disfruta de una salida en solitario para ver una película en el cine. Suho y Kai dan un paseo acompañados por los perros de este último. | [ 6 ]         |
| 3               | 12 de diciembre de 2013 | El grupo organiza una fiesta sorpresa por el cumpleaños de Chanyeol. Para lograrlo, lo convencen de acompañarlos a hacer compras con el pretexto de adquirir regalos de fin de año para cada integrante. Al final del episodio, Chanyeol escoge un obsequio especial para Kai. | [ 7 ]         |
| 4               | 19 de diciembre de 2013 | Los miembros celebran la Navidad intercambiando regalos y participan en una competencia amistosa de fuerza. Además, ven juntos la película Milagro en la celda 7 como parte de una dinámica grupal destinada a descubrir quién es el más emotivo del grupo. | [ 8 ]         |
| 5               | 26 de diciembre de 2013 | El grupo visita la playa y participa en juegos recreativos con el objetivo de decidir quién será el que acabe en el agua. | [ 9 ]         |
| 6               | 2 de enero de 2014      | En la segunda parte de sus vacaciones en la playa, el grupo regresa a casa y se divide en actividades cotidianas. Luhan, Chanyeol y Suho salen a comprar comida, mientras que otros miembros permanecen en la casa y preparan la cena. Para entretenerse, Baekhyun y D.O. realizan entrevistas improvisadas a algunos integrantes. | [ 10 ]        |
| 7               | 9 de enero de 2014      | Baekhyun y D.O. son seleccionados como guías para acompañar a los cuatro integrantes chinos de Exo-M en un recorrido turístico por Seúl. | [ 11 ]        |
| 8               | 16 de enero de 2014     | Durante la cena, los miembros comparten los propósitos que tienen para el nuevo año 2014. Luego, se dividen en grupos para realizar actividades relacionadas con sus metas personales: Xiumin y Chen asisten a una clase sobre preparación de café, Kai y Sehun aprenden sobre la ceremonia del té, mientras que Chanyeol, Suho, Kris y Tao practican movimientos con un instructor de artes marciales. | [ 12 ] [ 13 ] |
| 9               | 23 de enero de 2014     | Kai y Sehun ensayan rutinas de baile, mientras que Chanyeol y Lay trabajan en la producción del tema oficial del programa. Suho, Chen, Baekhyun, Luhan y D.O. realizan ejercicios vocales en registros altos y bajos, antes de participar en una batalla de rap con Tao, Kris y Xiumin. Los miembros también practican la coreografía de «Wolf» y «Growl» para su próxima presentación en Taiwán. Como parte de una dinámica lúdica, se retan a permanecer en silencio jugando a 007 Bang, donde quien rompa el silencio debe comprar comida para el grupo. | [ 14 ]        |
| 10              | 30 de enero de 2014     | Los miembros del grupo participan en una jornada recreativa que incluye una visita a una bolera, un centro comercial y una exploración en una casa encantada. | [ 15 ] [ 16 ] |
| 11              | 6 de febrero de 2014    | Los integrantes son separados y asignados a salas individuales de karaoke. A través de mensajes recibidos en sus teléfonos, enfrentan desafíos grupales como identificar la canción más representativa de EXO o adivinar el deseo de cumpleaños de D.O. El objetivo es evaluar su «telepatía» como grupo: si todos responden igual, superan el reto y son liberados. | [ 17 ]        |
| 12              | 13 de febrero de 2014   | El episodio final repasa momentos destacados de los episodios anteriores mediante flashbacks. Además, los miembros participan en un juego grupal y reflexionan sobre sus vivencias en el programa, mientras compartían logros y aspectos que desearían haber abordado de otro modo. | [ 18 ]        |